# Érebo
En la mitología griega, Érebo (en griego: Ἔρεβος, Érebos; latín Erĕbus; esto es, «oscuridad, tinieblas, abismo») es un dios o fuerza primordial de la oscuridad que acaece después de las sombras del ocaso. También es una personificación y una ubicación física: se decía que sus densas nieblas de oscuridad rodeaban los bordes del mundo y llenaban los sombríos lugares subterráneos.

## Cosmogonía y ascendencia
Como oscuridad primordial Érebo solo aparece en contextos comogónicos. Así, en la Teogonía, se dice que: «del Caos surgieron Érebo y la negra Noche (Nix). De la Noche a su vez nacieron el Éter y el Día (Hemera), a los que alumbró preñada en contacto amoroso con Érebo». Higino, en cambio, refiere que de Caos y de Calígine (Calīgo) nacieron la Noche (Nox), el Día (Dies), el Érebo (Erebus) y el Éter (Aether). Aristófanes dice que «en el principio existía el Caos y la Noche, el negro Érebo y el ancho Tártaro». La cosmogonía órfica dice que el Tiempo (Χρόνος) engendró a los tres ‘aires’: el aire sobre la tierra, Éter, el del mundo inferior, Érebo, pero en medio de ambos se ubicaba el Caos ilimitado. Fuera de la mitología clásica a Érebo también se lo ha considerado como hijo de Demogorgón y la Tierra.

## Etimología
La palabra es probablemente protoindoeuropea, *h1regwos, cognada de varias palabras: røkkr (‘crepúsculo’), en antiguo nórdico; riqis (‘oscuridad’) en gótico; rayani (‘noche’), en sánscrito; yerek (‘ayer’), yereko (‘tarde’), irikune, yerekoyan (‘por la tarde’) en armenio; orkäm (‘oscuridad’) en tocario. Otra sugerencia es un préstamo del semítico, comp. con 
el hebreo ʕéreb (עֶרֶב) y 
el acadio erebu (‘atardecer’ o ‘noche’, y de ahí ‘oscuridad’).
La misma etimología de ‘atardecer’ ha sido sugerida para Europa.

## Personificación de la oscuridad y descendencia
Érebo, como personificación, es el consorte de la Noche. Fueron los poetas latinos quienes lo imaginaron como progenitor de varias abstracciones de naturaleza negativa. La única autoría griega recae sobre Acusilao, quien dice que de Érebo y Nix nacieron Éter, Eros y Metis, así como una serie de dioses adicionales de los que no se han conservado sus nombres.
Cicerón, por ejemplo, ya se hace eco de ello:
«Los geneálogos antiguos denominan así: Amor (Amor), Engaño (Dolus), Miedo (Metus), Fatiga (Labor), Envidia (Invidentia), Destino (Fatum), Vejez (Senectus), Muerte (Mors), Tinieblas (Tenebrae), Miseria (Miseria), Queja (Querella), Gracia (Gratia), Fraude (Fraus), Obstinación (Obstinacia), Parcas (Parcae), Hespérides y Sueños (Somnia). Cuentan que todos ellos nacieron de Érebo y Noche».
Higino también tiene su nómina propia:
«De Noche y de Érebo: Destino (Fatum), Vejez (Senectus), Muerte (Mors), Destrucción (Letum), Moderación (Continentia), Sueño (Somnus), Sueños (Somnia); Amor (Amor), esto es, el que afloja los miembros (lysimeles), el sensato (epiphron), el de dulces miembros (hedymeles); Porfirión (Porphyrion), Épafo (Epaphus), Discordia (Discordia), Desgracia (Miseria), Insolencia (Petulantia), Némesis («venganza divina»), Eufrósine (Εuphrοsyne, «alegría»), Amistad (Amicitia), Misericordia (Misericordia), Estigia (Styx, «odio»); las tres Parcas (Parcae), esto es, Cloto, Láquesis y Átropo; las Hespérides: Egle, Hesperie, Érica».
Boccaccio también recuenta su prole:
«Érebo, que fue el noveno hijo de Demogorgón, tuvo a su vez veintiún hijos. De estos el primero fue Amor (Amor), el segundo Gracia (Gratia), luego Trabajo (Labor), Envidia (Invidentia), Miedo (Metus), Engaño (Dolus), Fraude (Fraus), Obstinación (Pertinacia), Pobreza (Egestas), Aflicción (Miseria), Hambre (Fames), Censura (Querella), Enfermedad (Morbus), Vejez (Senectus), Amargura (Amarities), Tinieblas (Tenebrae), Sueño (Somnus), Muerte (Mors), Caronte (Charon), Día (Dies) y Éter (Aether)».

## Érebo como sinónimo de inframundo
El nombre «Érebo» es utilizado a menudo por los autores arcaicos para referirse a la oscuridad del inframundo, e incluso a veces se usaba como un sinónimo de mismo: «el padre Zeus me ordena llevarme a la augusta Perséfone fuera del Érebo». Puede ser descrito como la región subterránea por la que viajan las sombras de los fallecidos recientes para llegar al Hades: «Sin darme respuesta se fue con las sombras de los otros mortales sin vida, del Érebo al fondo». Incluso puede ser sinónimo tanto del Hades como del Tártaro. Homero utiliza el término Érebo para referirse directamente al inframundo: «Traer del Érebo el perro del abominable Hades»; «Erinis, vagabunda de la bruma, que tiene implacable el corazón, la escuchó desde el Erebo»; «Descendieron juntos al Érebo los valerosos camaradas de Sarpedón». Hesíodo, fuera de los contextos cosmogónicos también utiliza a Érebo como sinónimo del mundo subterráneo: «Al violento Menetio, Zeus de amplia mirada le hundió en el Erebo»; «Sumergidos en el Érebo bajo la tierra». Eurípides se refiere al lugar donde mora la propia Nix. La literatura romana llama a Proserpina «reina del Erebo» e incluso Érebo un nombre intercambiable por el mismísimo Hades. Boccaccio nos dice que Érebo también es referido por otros nombres, entre ellos Tártaro, Orco, Dite, Averno, Báratro e Infierno.

## En la cultura popular
- En la saga de literatura juvenil Percy Jackson y los dioses del Olimpo, durante el primer libro de la saga El ladrón del rayo, cuando los protagonistas Percy Jackson, Annabeth Chase y Grover Underwood se adentran por primera vez en el Inframundo, a la entrada ven un letrero en el que se puede leer "Bienvenidos al Érebo". De igual forma, en el libro secundario Percy Jackson y los dioses griegos, se menciona que previo a la llegada de Hades, "Érebo" era el nombre usado para referirse al Inframundo griego.
- En la miniserie de DC Comics DCeased, se reveló a Erebos como el ser al mando de la Ecuación Anti-Vida y villano principal del arco argumental.
- En la saga de videojuegos God of War, hay una clase de enemigo llamado Minotauro de Érebo en God of War II, y en God of War III hay una sección llamada "Pruebas de Érebo" durante los eventos de la historia principal.
- En diferentes versiones del videojuego Persona 3, Érebo se presenta como el antagonista principal en del capítulo adicional The Answer (Episodio Aigis), se explica que nace de la oscuridad mental y voluntad subconsciente de morir de la humanidad, y en caso de llegar a alcanzar a Nix, sellada, sería el fin de la humanidad